# UNDER THE BLACK MOON
『UNDER THE BLACK MOON』（アンダー・ザ・ブラックムーン）は、2014年8月27日にキングレコード内レーベルEVIL LINE RECORDSより発売されたTeddyLoidの1枚目のオリジナルEPである。
ファースト・フル・アルバム『BLACK MOON RISING』のEPとしてリリースされた。

## 概要
音楽プロデューサーとして様々なアーティストへの楽曲提供やリミックス、コラボレーション活動を行っていたTeddyLoidがアーティストとしてEVIL LINE RECORDSに所属し、オリジナル作品としてリリースしたメジャーデビュー作品。1曲目にはザ・ローリング・ストーンズのカヴァー曲「2000光年のかなたに」が収録された。

## ミュージック・ビデオ

### 2000光年のかなたに
風船宇宙撮影の第一人者である岩谷圭介による宇宙映像が用いられた映像作品。

## パッケージ
- 通常盤：CD

通常盤（品番：KICS-93102）

## 収録曲
| #         | タイトル                   | 作詞  | 作曲・編曲 |
| --------- | -------------------------- | ----- | ---------- |
| 1.        | 「2000光年のかなたに」     |       |            |
| 2.        | 「BLACK MOON RISING pt.3」 |       |            |
| 3.        | 「BLACK MOON RISING pt.4」 |       |            |
| 4.        | 「BLACK MOON RISING pt.5」 |       |            |
| 5.        | 「FOREVER LOVE」           |       |            |
| 合計時間: | 合計時間:                  | 22:00 |            |